# 吳貴竹
吳貴竹為台灣女性配音員。

## 人物介紹
- 代表作為《蠟筆小新》系列中的野原向日葵、風間徹、小白。
- 吳貴竹在出席《蠟筆小新：幽靈忍者珍風傳》電影特映會時表示，雖然小白和小葵的台詞不多，但仍然從頭吼到尾[1][2]。
- 在從事配音員前，吳貴竹曾從事兩年半的銀行工作，經朋友建議後轉行。[3]

## 配音作品
- 主要角色以粗體顯示。
- 以下皆為國語配音。

### 台灣有聲書
- 《巨流河》
- 《花媽家説故事 （页面存档备份，存于）》31 大嘴巴闖禍了（上）

### 台灣遊戲
- 《聖女之歌系列》：
  - 《聖女之歌ZERO》：夏瑪、莉耶亞
  - 《聖女之歌I人魚的新娘》：小忽倫
  - 《聖女之歌II撒雷母天使》：娜娜、莎羅莎

### 中國動畫劇集
- 《甜心格格》：心柔柔（第二部）、冬菇、皇太后、小白、大嘴
- 《巴啦啦小魔仙》：凌美雪

### 日本動畫劇集
- 《涼宮春日的憂鬱》：虛妹、鶴屋、森園生、榎本美夕紀
- 《銀盤萬花筒》：櫻野洋子
- 《不可思議星球的雙胞胎公主Gyu！》：波夢、卡梅羅多、希風
- 《幸運女神》(第二季)：詩蔻蒂
- 《怪談餐廳》：小和田瑪麗、木本芳雄、大空和代、境道夫、井邊的婆婆、幽靈姐姐、阿菊人偶、詛咒稻草人、亞子的同學、佳代、美知子的大學朋友、池上香織、來看手相的女子、老婆婆的孫子、宇井留圭子
- 《黑騎士》：綠門王子、絲巴克公主
- 《金属对决 战斗陀螺》：天野圓、湯宮健太、雙道炎、李赤雲、蘇菲、舍倫·基爾斯、達美安·克特、King（ep.17後）、獅獅谷鷹之助、光之母、結依、布萊德
- 《小紅豆》：西野薰、勇之助之母、洋子之母、香月美奈、大迫美智江、仙台的舅媽、小山  ※MOMO親子台版本
- 《變身公主》：笹原名月、代、魔女
- 《真無敵鐵金鋼 衝擊！Z篇》：弓莎也佳、菊之助、迦米亞Q、羅蕾萊·海因里希
- 《料理偶像》：柊美惠子、道草美佳、雪野、蟋蟀庫庫、琥珀芭芭
- 《蠟筆小新》：野原向日葵、風間徹、小白、石坂綠、野原 鶴、房冴阿姨、北本太太、大屋 主代、役津栗 優、鬼瓦 完奈、屈底厚子、本田惠子、草加由美、可愛P、櫻咪咪子、大原娜娜子、鳩谷蜜琪、酢乙女愛、小山夢冴、櫻田萌子、「青春痘」瑪莉、酒井忍子 ※2012年首播起
- 《激戰！彈珠人》：鮫島海斗、稻葉夏實
- 《動物偵探奇魯米》：御子神莉咪、只野風子、成海明日香
- 《元素高手》：悠諾、漢娜·韋伯、安·卡拉斯、錢蒂妮
- 《鄰座的怪同學》：夏目朝子、宮間優
- 《薔薇少女特別版》：蒼星石、雛苺、柿崎惠
- 《噬血狂襲》：曉古城（幼時）、煌坂紗矢華、亞絲塔露蒂、築島倫、笹崎岬、甲島櫻、仙都木阿夜
- 《Battle Spirits 霸王》：紀麻理、日下部千尋、泉·蘿拉斯露·純子、陽昇光莉、井上裕衣
- 《神奇寶貝XY》：寧寧、瑪農
- 《超級小白》：小白
- 《美味Party 光之美少女》：和實結／珍味天使、華滿鶴根、包包
- 《開闊天空！光之美少女》：和實結／珍味天使
- 《美妙寵物 光之美少女》：野原小白

### 日本動畫電影
- 《哆啦A夢：大雄的新魔界大冒險~7人魔法使~》：滿月美夜子、棒球裁判、記者、吉姆
- 《跳躍吧！時空少女》：早川友梨、紺野美雪
- 《棄寶之島：遙與魔法鏡》：小綿球
- 《蠟筆小新》系列：野原向日葵、風間徹(以下皆飾演此角色)
  - 《蠟筆小新：我和我的宇宙公主》：野原小白、吉永綠、鳩谷蜜琪、野原向日葵
  - 《蠟筆小新：超級美味！B級美食大逃亡！！》：野原小白、櫻花咪咪子、章魚燒的蜜娜蜜、魚子醬、野原向日葵
  - 《蠟筆小新：大對決！機器人爸爸的反擊》：野原小白、北本、吉永綠、櫻田萌子、小女鹿蘭蘭、推兒車主婦、野原向日葵
  - 《蠟筆小新：爆睡！夢世界大作戰》：吉永綠、鳩谷蜜琪、大原娜娜子、野原向日葵
  - 《蠟筆小新：宇宙人Pi力來襲！！》：野原小白、野原向日葵
  - 《蠟筆小新：功夫小子〜拉麵大亂鬥〜》：野原小白、吉永綠、北本、鳩谷蜜琪、野原向日葵
  - 《蠟筆小新：新婚旅行風暴〜奪回廣志大作戰〜》：野原小白、印第純子、野原向日葵
  - 《蠟筆小新：激戰！塗鴉王國與差不多四勇者》：野原小白、大原娜娜子、風間徹、野原向日葵
  - 《蠟筆小新：謎案！天下春日部學院的怪奇事件》：野原小白、野原向日葵
  - 《蠟筆小新：幽靈忍者珍風傳》：野原向日葵、風間徹、野原向日葵
  - 《新次元！蠟筆小新THE MOVIE 超能力大決戰 ～飛吧！手卷壽司～》：野原小白、吉永綠、鳩谷蜜琪、野原向日葵
  - 《蠟筆小新：我們的恐龍日記》：野原小白、風間徹、野原向日葵
- 《回憶中的瑪妮》：瑪妮的母親
- 《光之美少女 All Stars F》：和實結／珍味天使

### 日本遊戲
| 發行年份 | 作品名稱                                       | 配演角色                     | 備註  |
| -------- | ---------------------------------------------- | ---------------------------- | ----- |
| 2022     | 蠟筆小新 我與博士的暑假 ～永不結束的七日之旅～ | 野原向日葵（小葵） 小白 風間 | [ 4 ] |

### 日本電影
| 播映年份 | 作品名稱 | 配演角色 | （首播平台） 備註 |
| -------- | -------- | -------- | ----------------- |
|          | 案山子   | 陳莎莉   | （星空衛視）      |

### 韓國動畫劇集
- 《雙胞胎姐妹花》：宋曉莉

### 泰國電影
- 《初戀那件小事》：小夢

### 義大利動畫劇集
- 《魔法俏佳人》：萊拉（艾伊莎）／海之仙子 ※第4~6、8季

### 美國動畫電影
- 《馴龍高手》：暴芙那特
- 《馴龍高手2》：暴芙那特
- 《尖叫旅社》系列：梅菲絲
  - 《尖叫旅社》：
  - 《尖叫旅社2》：
  - 《尖叫旅社3：怪獸假期》：

### 美國遊戲
- 《爐石戰記》

### 其他動畫劇集
- 《彩虹小馬：友情就是魔法》第三至四季：蘋果嘉兒、蘋果麗麗、卡丹絲公主、可可、天馬無畏 ※美國與加拿大合製

### 其他動畫電影
- 《彩虹小馬：小馬國女孩》：蘋果嘉兒、落日霞光 ※美國與加拿大合製

## 外部連結
- #蠟筆小新和#風間跟上？幕後配音竟是兩個南風正妹！小新&柯聲線神切換🤩【電好癮喆影評】 （页面存档备份，存于）